# L'Adoration des mages (Botticelli et Lippi)
Pour les articles homonymes, voir L'Adoration des mages (homonymie).
Ne doit pas être confondu avec L'Adoration des mages (Botticelli, Londres).
L'Adoration des mages est un tableau réalisé vers 1470 par les peintres florentins Sandro Botticelli et Filippino Lippi, à la fin de l'apprentissage du premier chez le second. Cette tempera sur bois représente l'Adoration des mages. Elle est conservée à la National Gallery, à Londres, au Royaume-Uni.